# 地球の静止する日

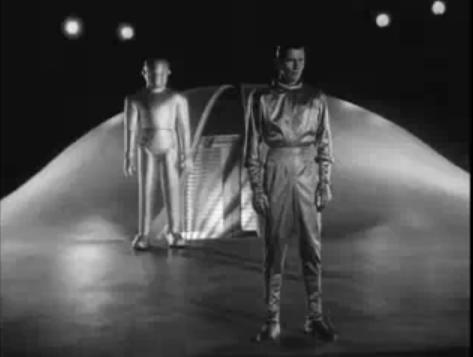
クラトゥ（右）とゴート（予告編から）

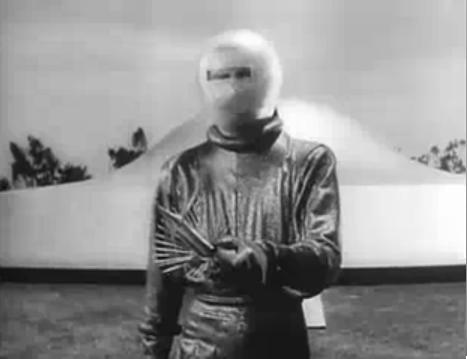
宇宙人クラトゥ（マイケル・レニー）

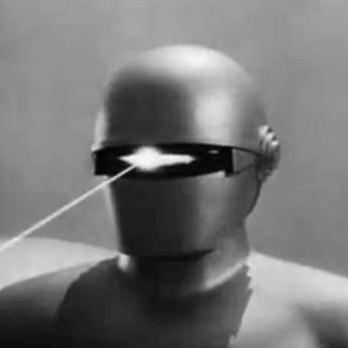
ゴート

『地球の静止する日』（ちきゅうのせいしするひ、原題：The Day the Earth Stood Still）は、1951年のアメリカ合衆国のSF映画。監督はロバート・ワイズ、出演はマイケル・レニーとパトリシア・ニールなど。
1971年1月30日にNETテレビ『土曜映画劇場』でTV放送された際の日本語タイトルは「SF地球最後の日」だった。
2008年、キアヌ・リーブス主演でリメイク作品『地球が静止する日』が制作された。

## ストーリー
アメリカの首都ワシントンD.C.に銀色の円盤が着陸し、人間の姿で奇妙な服を着た男が現れた。彼の名はクラトゥ。自分は宇宙人であり、地球人には危害を加えないと語る。しかし警備兵は彼に向かって発砲してしまう。船体からロボットのゴートが現われ、周囲の武器を破壊しようとするが、クラトゥはゴートを制止した。
彼は大統領秘書に、地球上の指導者たちが核兵器や戦争による殺戮で他の天体の征服を考えるのは、他の星からの攻撃に繋がることを忠告したいと言った。彼は地球人を説得する平和の使者であった。指導者たちが彼と同席することを拒んだため、クラトゥは宿屋に住み街の人々に紛れ込んだ。彼は科学者バーンハート教授と会い、使命の重大さを認識させるために世界中の電気を止めることにする。
しかしクラトゥの意図は誤解され、逮捕命令が出された。軍に逮捕されたとき、彼は致命傷を負ってしまう。クラトゥは使命を果たすことができるのか。

## 経緯
1950年代はSF映画ブームとなったが、「空想科学映画」は子供向けのお伽話であり、異星人は敵対するモンスターとして描かれ、スペクタクルが優先されるジャンルの映画と思われていた。その風潮の中で、ストーリーを重視して高い知性と友好的な異星人像を提示し、人類と異星人のファースト・コンタクトとそれに対する人類の動向をシミュレーション風に展開させた、本格SF映画の先駆的な作品。異星人「クラトゥ」とロボット「ゴート」は、1977年『未知との遭遇』が公開されるまで、友好的宇宙人の代表的な名前になっていた。だが後年、ゴート出現シーンのスチル写真だけが取り上げられることが多く、映画の本質が見誤られていることもある。
製作にあたり、企画段階で、プロデューサーのジュリアンブロースタインは冷戦時代の国家対立を危惧し、なんらかの形で世界情勢を表す映画を作ろうと考えた。SF小説『主人への告別』のテーマである「人が見知らぬものにどのように反応するか」が気に入り『主人への告別』を原作として採用した。小説の設定で映画に使用されたのは、異星人のクラトゥ、巨大ロボット、ワシントンD.C.に出現したロケットだけで、先行する企画に合った小説を探したことから、ストーリーは全く異なったものになっている。

## キャスト
| 役名                 | 俳優                           | 日本語吹替 |
| 役名                 | 俳優                           | NET版      |
| -------------------- | ------------------------------ | ---------- |
| クラトゥ             | マイケル・レニー               | 納谷悟朗   |
| ヘレン・ベンソン     | パトリシア・ニール             | 寺島信子   |
| トム・スティーブンス | ヒュー・マーロウ               | 山内雅人   |
| バーンハート教授     | サム・ジャッフェ               | 上田忠好   |
| ボビー・ベンソン     | ビリー・グレイ （英語版）      | 太田淑子   |
| バーレイ夫人         | フランシス・ベイヴィア         |            |
| ゴート               | ロック・マーティン （英語版）  |            |
| ハーレイ大統領秘書官 | フランク・コンロイ（英語版）NC |            |

- 吹き替えはソフト未収録。

エルマー・デイビス、H・V・カルテンボーン、ドリュー・ピアソン、ガブリエル・ヒーターなどといった、当時の著名な放送ジャーナリストが本人役でカメオ出演していた。

## スタッフ
- 監督：ロバート・ワイズ
- 原作：ハリー・ベイツ『主人への告別』
- 脚本：エドムンド・H・ノース
- 撮影：レオ・トーヴァー
- 音楽：バーナード・ハーマン
- プロダクションデザイン：アディソン・ヘール、ライル・R・ウィーラー
- テクニカルアドバイザー：サミュエル・ヘリック

## 異星言語
- クラトゥ・バラダ・ニクト

## 音楽
- 地球の静止する日（サウンドトラック）

## 受賞
- ゴールデングローブ賞（1952年）国際賞